# Zena (cantante)
Zena, seudónimo de Zinaida Aleksandrovna Kuprijanovič (en ruso: Зинаида Александровна Куприянович; Minsk, 17 de septiembre de 2002), es una cantante bielorrusa. Zena representó a Bielorrusia en el Festival de la Canción de Eurovisión 2019, en Tel Aviv, con la canción "Like it".

## Biografía
Zena se dio a conocer al participar en al festival New Wave en Jūrmala, Letonia en 2013, y en el Bazar Slavianski en Vicebsk en 2014.
En 2015, participó en el Junior Eurofest, el proceso de selección nacional bielorruso para el Festival de la Canción de Eurovisión Junior 2015, donde presentó la canción "Mir", con la que quedó en cuarto lugar en la preselección. Más tarde, intentó de nuevo representar a su país en el mismo certamen en 2016 con la canción "Kosmos", aunque tampoco lo consiguió tras quedar en tercera posición.
En 2017, prestó su voz a Vaiana, protagonista de la película de Disney Vaiana, en su versión rusa, un papel que también interpretaría en la película Ralph rompe Internet.
En 2018, fue elegida como una de las presentadoras de Eurovisión Junior en Minsk, junto con el periodista Evgeny Perlin y Helena Meraai, la representante del país en la edición del Festival de Eurovisión Junior 2017. Junto a Helena Meraai y Daniel Yastremski, Zena coescribió la canción "Light Up", el himno oficial del evento.
Tras ganar la final del Nacional'nogo Otbora, preselección nacional bielorrusa, Zena representó a Bielorrusia en el Festival de la Canción de Eurovisión 2019, en Tel Aviv (Israel), con la canción "Like it".

## Discografía

### Sencillos
- 2015 - "Mir"
- 2016 - "Kosmos"
- 2018 - "Light Up" (junto a Helena Merrai y Daniel Jastremskij)
- 2019 - "Like It"

## Filmografía

### Actriz de doblaje
- Vaiana Waialiki en Vaiana y Ralph rompe Internet (versión rusa).